# Maita Vende Ca
Antonio Luis Caña Santana,  (San Fernando, 11 de febrero de 1974)  es un cantautor, músico, compositor, productor y arreglista español de nuevo flamenco, conocido con el nombre artístico de Maíta Vende Cá, que significa en calé «mi madre es gitana».  Autor y Compositor de No Hay Luz Sin Día , Si yo Te Digo Ven, Loquito Por Tus Huesos , Colorá y un largo etc de éxitos de su puño y letra . 

## Biografía
Nació en San Fernando, Cádiz en el seno de una familia humilde de pescadores y mariscadores. Ya desde muy pequeño estuvo marcado por las influencias musicales de la Isla de León y de la provincia de Cádiz, que le vio crecer y madurar como cantante y artista flamenco. 
Criado en el barrio de Las Callejuelas su vida transcurrió entre la venta de pescado, el fútbol y la música. Pisó por primera vez un teatro a la edad de ocho años, presentándose como espontáneo, a partir de un cartel donde se anunciaban los artistas del teatro La Alameda dirigidos por el maestro Tejero. Antonio le pidió al maestro que le escuchara. El impacto fue tan grande que dos días después, Antonio Caña debutaba en el mismo Teatro Alameda con la orquesta del maestro Tejero a bombo y platillo.
Su primer disco titulado con el nombre del grupo llegó a disco de platino con más 100 000 copias vendidas.
Entre los productores con los que ha trabajado se encuentran ,Jose Maria Leal, Fernando illán , Ricardo Pachón, Paco Ortega, Gonzalo Garcia Pelayo Pepe Ortega, Diego Magallanes, Rafa Aguado, Ivan Gianni y muchos más 
En 2018 puso a bailar a todo el público de la zona sessions de Starlite Festival.

## Álbumes
- Maíta vende ca (1996)
- No hay luz sin día (1999)
- Loquito por tus huesos (2000)
- Trabajito me ha costao (2001)
- Amor amor (2003)
- Agua viva (2006)
- Un Puñao De Exitos (2008)
- Corazón noble (2010)
- X20+ (2017)
- Fuego Ep (2024)

### Singles
- Hulala con la colaboración de María Jiménez (2012)
- La Tribu con la colaboración de Comando Triana (2013)
- Agüita Fresca (2019)
- Compartir con la colaboración de Samueliyo Baby (2019)
- Aromas de Castaño (2020) dedicado a Florencio Sanchidrián —embajador mundial del jamón ibérico por la academia gastronómica internacional—
- Es él (2 de febrero de 2020)
- Azurro Azul (30 de julio de 2020) adaptación castellano Antonio Luis Caña Santana Maita Vende Cá del autor italiano Paolo Conte y Vito Pallavicini
- Como DIOS Manda (15 de mayo de 2020)
- Cuentale con Cristian Martín (10 de agosto de 2020)
- Enciende El Corazon con Suso (6 de julio de 2021)
- Mi Pare y Mi Mare (20 de agosto de 2021)
- Eligibo con Chocano y Sandalo (26 de agosto de 2021)
- Sin Editar (17 de septiembre de 2021)
- Luz Del Mas Allá (8 de octubre de 2021)
- Dimelo con Pure Negga (22 de octubre de 2021)
- La Chocita con Rafael Machuca (29 de octubre de 2021)
- Mi Burrito Sabanero  (10 de diciembre de 2021)
- Tengo Una Mujer  (23 de diciembre de 2022)
- Mambú  (21 de abril de 2023)
- El Villancico de Cafe Ole  (26 de noviembre de 2023)

## Colaboraciones
- Con Chano Lobato en su disco Azúcar Candé.
- Colaboración recopilatorio de Jesús de la Rosa (Triana), en el tema «Diálogo»,
- Colaboración con Sylvia Pantoja en el tema «Sueños» del disco Sylvia de Universal Spain (2005)
- Disco Toreros con duende, tema «Tiribititando».
- Disco benéfico Patito Feo, tema «Señor don Gato» EMI
- Productor, guionista y autor del documental Audiovisual, Almadraba de Barbate «Trimilenaria»